# أدريان فيلالوبوس
أدريان فيلالوبوس (بالإسبانية: Adrián Villalobos)‏ هو لاعب كرة قدم مكسيكي في مركز الوسط، ولد في 12 نوفمبر 1999 في غوادالاخارا في المكسيك. لعب مع نادي جامعة غوادالاخارا.

## وصلات خارجية
- أدريان فيلالوبوس على موقع قاعدة بيانات كرة القدم.إي يو (الإنجليزية)
- أدريان فيلالوبوس على موقع Soccerway.com (الإنجليزية)